# General Kleber (Rose)
Die Moosrose Général Kléber, benannt nach dem französischen General Jean-Baptiste Kléber, wurde von Moreau-Robert 1856 gezüchtet.
'Général Kléber' ist einmalblühend und duftet leicht. Ihre Blüten sind zartrosa, kegelförmig und stark gefüllt. Die Triebe sind mit moosartigen Drüsen dicht "bemoost", was den besonderen Reiz der Moosrosen ausmacht. Ihre Wuchshöhe beträgt bis zu 1,50 m; sie wächst breitbuschig, aufrecht und kräftig. Die sehr frostharte Rose 'Général Kléber' ist etwas mehltauanfällig und benötigt fruchtbaren, tiefgründigen Boden und häufigen Rückschnitt des alten Holzes, um nicht zu verkahlen. Eine Kübelpflanzung ist möglich.